# Gecző Erika
Gecző Erika, Sütőné (Budapest, 1981. december 27. –) labdarúgó, hátvéd.

## Pályafutása

### Klubcsapatban
2006 és 2009 között a Ferencváros játékosa volt, ahol tagja volt a 2008–09-es idényben bronzérmet szerzett csapatnak. A Fradiban 74 mérkőzésen lépett pályára, ebből 70 bajnoki (7 NB II-es mérkőzés), 4 nemzetközi találkozó volt és két bajnoki gólt szerzett. 2009 ősze óta csak a futsal bajnokságban szerepel.

## Sikerei, díjai
- Magyar bajnokság
  - 3.: 2008–09